# Coccyzus melacoryphus
Coccyzus melacoryphus là một loài chim trong họ Cuculidae.